# Semi-vegetarianism

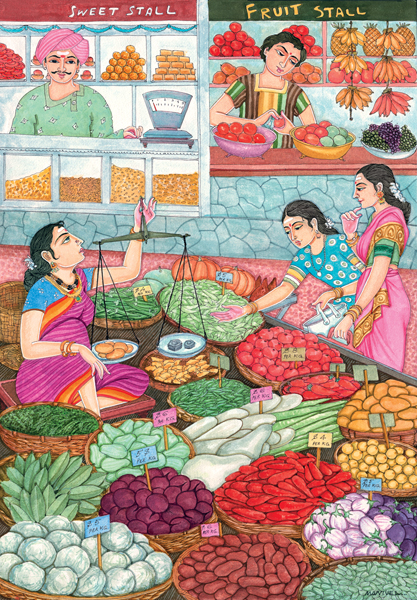
Magazine vegetariene

Semi-vegetarianismul este un termen folosit pentru a descrie practica excluderii unor tipuri de carne (în special carnea roșie) din dietă, în timp ce se consumă cantități limitate de carne de pasăre, pește și/sau fructele de mare. În multe referințe, un semi-vegetarian este de asemenea „flexitarian”, sau „aproape vegetarian”. Termenul semi-vegetarian se poate referi și la o dietă normală ce exclude carnea roșie. Dietele semi-vegetariene nu sunt vegetariene, care exclud ingestia a toate animalele.

## Motivație
Există mai multe motive pentru urmarea unei diete semi-vegetariene:
- Motive de sănătate: Pentru a reduce grăsimea saturată sau colesterolul din regim, sau pentru alte motive de sănătate.
- Motive etice/filozofice: Unii oameni cred în evitarea anumitor alimente animale, dar nu și altele, datorită unei ierarhii pe scara evoluționară, care plasează unele animale mai sus ca altele. Cele de sus sunt considerate animale „de ordin înalt”, ce merită tratament mai bun. Următoarea este un exemplu de asemenea scară:
  1. Carnea de mamifer - vacă, porc, căprioară etc.
  2. Carne de pasăre - pui, curcan, rață etc.
  3. Pește - ton, somon etc.
  4. Fructe de mare (în afară de pește) - scoică, stridii, crab, homar, rac etc.
- Motive legate de mediul înconjurător: Șeptelul mare, ca cel de vaci sau porci, folosesc mai multe resurse per kilogram de carne și creează mai multă pagubă decât alte surse de carne.

## Tipuri de semi-vegetarianism

### Flexitarianism
Flexitarianismul este o dietă semi-vegetariană ce implică practica de a mânca în special alimente vegetariene, dar făcând excepții ocazionale din motive sociale, pragmatice, culturale sau nutriționale. Este o gamă largă de circumstanțe a practicii acestea, care sunt mai greu de clasificat.

### Pescetarianism
Pescetarianismul este o opțiune dietetică în care o persoană, cunoscută ca pescetarian, consumă orice fel de combinații între legume, fructe, nuci, boabe (alimente vegetariene) și carne de pește sau fructe de mare din categoria nevertebrate (scoici, stridii, homari etc.), dar care nu consumă carne de pasăre sau mamifere. Unele produse animale precum produsele lactate, ouăle sau mierea pot sau nu pot fi incluse în dietă - depinzând de persoana în cauză.
Termeni ca „pesco-vegetarianism” sunt folosiți pentru a accentua că pescetarienii mănâncă legume, fructe și grâne, precum și pește. Totuși, acest termen este controversat și mai puțin folosit, deoarece presupune că pescetarianismul este un tip de vegetarianism, iar unii vegetarieni nu vor să fie afiliați cu mâncătorii de pește.

### Pollotarianism
Pollotarianism (sau pollo-vegetarianism, din engleză: „poultry” = carne de pasăre) este o dietă semi-vegetariană în care o persoană mănâncă doar legume, fructe, plante și carne de pasăre (în special de pui), dar nu consumă carne de pește sau de mamifer. Pollotarienii tind să includă și alte produse animale, precum lactatele sau ouăle, în regimul lor.

### Pesco-pollotarianism
Pesco-pollotarianismul (sau pesco-pollo vegetarianism) este o combinație a pescetarianismului cu pollotarianismul.

### Alte variații
Unii oameni au obiecții etice în legătură cu mâncatul puilor de animale, ca vițelul sau mielul.